# Cystodermella
Cystodermella is een geslacht van schimmels in de orde Agaricales. De typesoort is Cystodermella granulosa. De familie is nog niet met zekerheid bepaald (Incertae sedis)

## Soorten
Volgens Index Fungorum telt het geslacht 14 soorten (peildatum april 2023):
| Soortnaam                   | Auteur(s)                     | Publicatiejaar |
| --------------------------- | ----------------------------- | -------------- |
| Cystodermella adnatifolia   | (Peck) Harmaja                | 2002           |
| Cystodermella ambrosii      | (Bres.) Harmaja               | 2002           |
| Cystodermella australis     | (A.H. Sm. & Singer) Vizzini   | 2008           |
| Cystodermella cinnabarina   | (Alb. & Schwein.) Harmaja     | 2002           |
| Cystodermella contusifolia  | (Pegler) Harmaja              | 2002           |
| Cystodermella cristallifera | (Thoen) Harmaja               | 2002           |
| Cystodermella elegans       | (Beeli) Harmaja               | 2002           |
| Cystodermella freirei       | (Justo & M.L. Castro) Vizzini | 2008           |
| Cystodermella granulosa     | (Batsch) Harmaja              | 2002           |
| Cystodermella lactea        | Musumeci                      | 2006           |
| Cystodermella myriadocystis | (Heinem. & Thoen) Harmaja     | 2002           |
| Cystodermella papallactae   | (I. Saar & Læssøe) Vizzini    | 2008           |
| Cystodermella subpurpurea   | (A.H. Sm. & Singer) Harmaja   | 2002           |
| Cystodermella terryi        | (Berk. & Broome) Bellù        | 2014           |